# Archytas albiceps
Archytas albiceps là một loài ruồi trong họ Tachinidae.